# Volha Khizhynkova
Volha Khizhynkova, née en 1986, est une journaliste biélorusse et candidate au concours de beauté qui remporte le titre de Miss Biélorussie 2008 et représente la Biélorussie à Miss Monde 2008 à Johannesbourg, en Afrique du Sud. Après avoir terminé ses études, elle travaille comme mannequin.

## Biographie
Volha Khizhynkova est diplômée de l'Institut de journalisme de l'Université d'État de Biélorussie avec un diplôme en journalisme. Elle travaille à la télévision et dans les services de presse de la chaîne ONT TV et de Belcoopsoyuz, elle est également attachée de presse du club de football du Dynamo Brest de 2016 à 2020.
Elle devient une participante active aux manifestations biélorusses après les élections présidentielles de 2020, elle se prononce à plusieurs reprises en faveur de changements démocratiques dans le pays.
Le 15 septembre 2020, Volha Khizhynkova est licenciée de l'École nationale de beauté.
Le 8 novembre 2020, Volha Khizhynkova est arêtée par la police lors d'une manifestation pacifique à Minsk et placée au centre de détention provisoire d'Okrestina,. Elle est condamnée à 12 jours de prison pour un premier chef et à 15 jours pour un autre chef par un tribunal biélorusse pour avoir participé à des manifestations illégales. Peu de temps après, sa peine est augmentée de 15 jours supplémentaires après avoir été reconnue coupable d'avoir participé à d'autres rassemblements non autorisés. Au total, le tribunal la déclare coupable de trois chefs d'accusation de violation du code administratif biélorusse. Elle est libérée le 21 décembre de la même année, après avoir purgé 42 jours de prison.
Volha Khizhynkova est une coureuse de marathon passionnée.